# 大樋長左衛門 (初代)

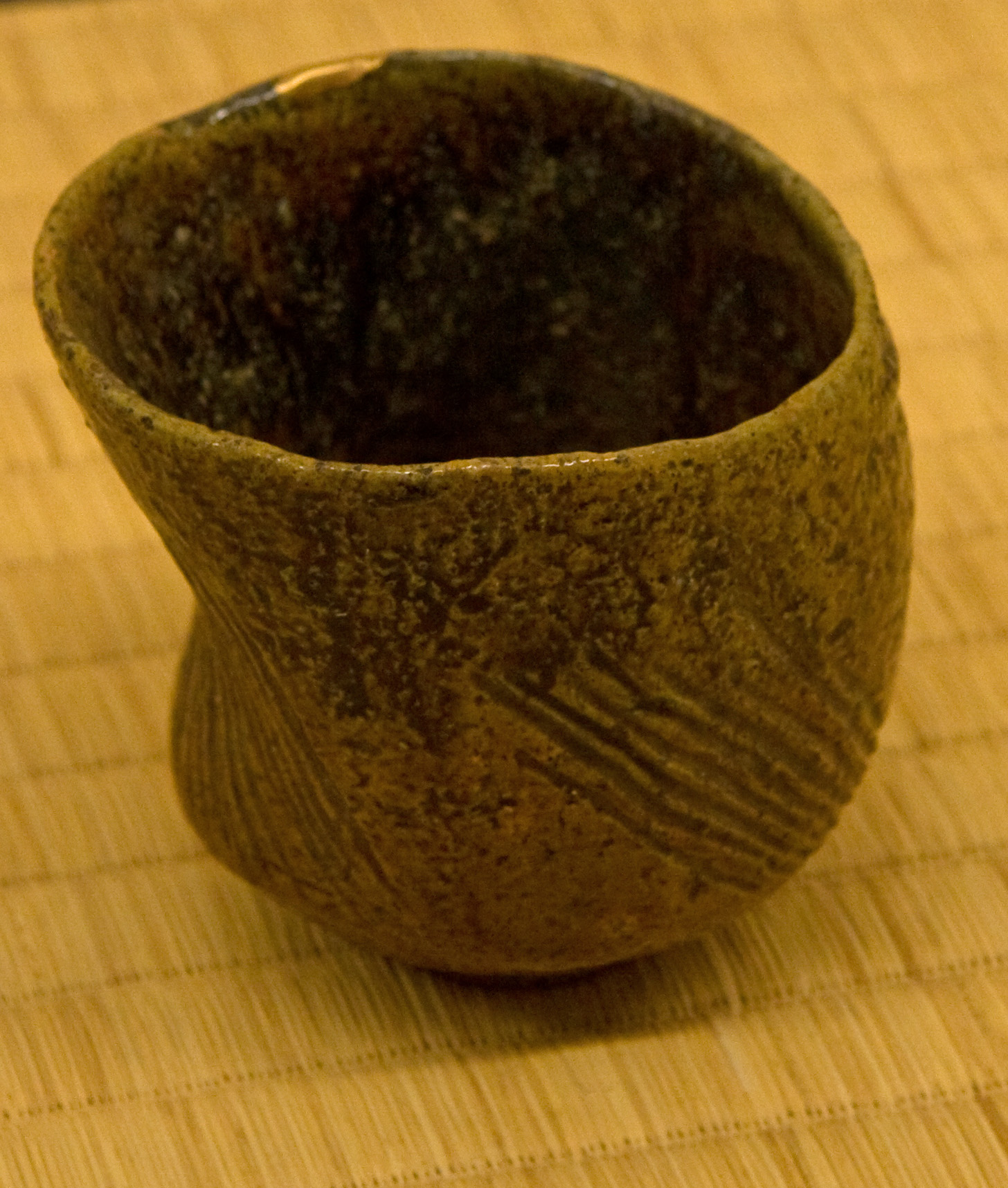
初代大樋長左衛門作・「聖」

初代 大樋 長左衛門（しょだい おおひ ちょうざえもん、寛永8年（1631年） - 正徳2年2月27日（1712年4月2日））は、江戸時代の陶工。大樋焼を創始した。河内生まれ。屋号は荒屋、号は臘月庵。

## 来歴
河内国土師村（現・大阪府藤井寺市）出身。はじめ土師長左衛門と称す。明暦2年（1656年）から京都・二条瓦町に居住し楽家四代目一入に学んだのち、寛文6年（1666年）に加賀藩第5代藩主・前田綱紀から茶堂として招かれた。裏千家家元・4代目千宗室（仙叟）に同道し加賀藩に赴き、楽焼の脇窯である大樋焼を始めた。貞享3年（1686年）に仙叟が帰京したあとも金沢に残り、河北郡大樋村（現・金沢市大樋町）で藩の焼物御用を務めて、地名から大樋姓を許される。
死後は、ともに金沢に来た長男が二代目を継いでいる。
明治維新以後、大樋焼は藩の御庭焼の地位を失い民間の窯元として生業を立てざるを得なくなったが、大樋焼自体は昭和の茶陶ブームを契機に茶道愛好家や数寄者などを媒介して全国的に知られるようになった。

## 主な作品
- 飴釉手付水指 - 仙叟宗室が金沢を去るにあたり、同じ水指を2個焼かせ、互いに1個ずつ分け持ったとされる[3]
- 飴釉茶碗 銘「聖」 - 長左衛門が、長次郎の「聖」を写し、さらに仙叟宗室が篦を加えたという[3]
- 烏香炉 銘「明け烏」[4]